# 9012Live: The Solos
9012Live: The Solos – trzeci album koncertowy grupy Yes, wydany w 1985 roku.

## Lista utworów
1. "Hold On" – 6:44(1)
2. "Si" – 2:31(2)
Tony Kaye solo
3. "Solly's Beard" – 4:45(2)
Trevor Rabin solo
4. "Soon" – 2:08(2)
Jon Anderson solo
5. "Changes" – 6:58(1)
6. "Amazing Grace" – 2:14(1)
Chris Squire solo
7. "Whitefish" – 8:33(1)
Chris Squire/Alan White solo

(1) – Koncert w Edmonton, 1984

(2) – Koncert w Dortmundzie, 1984

## Skład
- Jon Anderson: wokal, instrumenty klawiszowe
- Chris Squire: bas, wokal
- Trevor Rabin: gitary, wokal
- Tony Kaye: instrumenty klawiszowe, wokal
- Alan White: perkusja, wokal